# Timarcha monticola
Timarcha monticola es una especie de insecto coleóptero de la familia Chrysomelidae. Found in Europe, región de los Pireneos.
Fue descrita científicamente en 1843 por Dufour.